# 소요산 (전라도)
소요산(逍遙山)은 전북특별자치도 고창군 부안면 용산리 위치한 산이다.
부안면 용산리에 있는 해발 444m의 산으로 인천강의 하류인 장연강을 사이에 두고 선운산 동쪽에 있다. 정상에 오르면 줄포만을 건너 변산이 한눈에 보이고 해변의 풍경이 발아래 펼쳐진다. 흥성지에 의하면 산의 정상에 기우제를 지내던 곳이 있고, 북쪽에 취은처사 황세기, 귀암 황재중 부자가 독서하던 구인암명옥대, 유선대 등이 있다. 남쪽 계곡에는 바위 위에 효자 김하익이 눈물로 쓴 허백당 3글자가 있는데 200년이 지났어도 변하지 않았는데, 이는 김효자의 효행에 감동한 때문이라고 한다.소요산 서쪽에 있는 소요사는 신라 진흥왕 때 소요 대사가 창건한 절로 전한다.

## 같이 보기
- 한국의 산